# 1861 in Italia

## Situazione
Gli eventi che caratterizzano l'anno sono da una parte la nascita del Regno d'Italia e la morte a 51 anni di Cavour, il presidente del Consiglio che fu ritenuto il "Padre della Patria".
Il paese è povero; l'analfabetismo, nel 1861, ha una media del 75% di analfabeti con punte massime del 91% in Sardegna e del 90% in Calabria e Sicilia, bilanciata dai valori minimi del 57% in Piemonte e del 60% in Lombardia.

## Avvenimenti

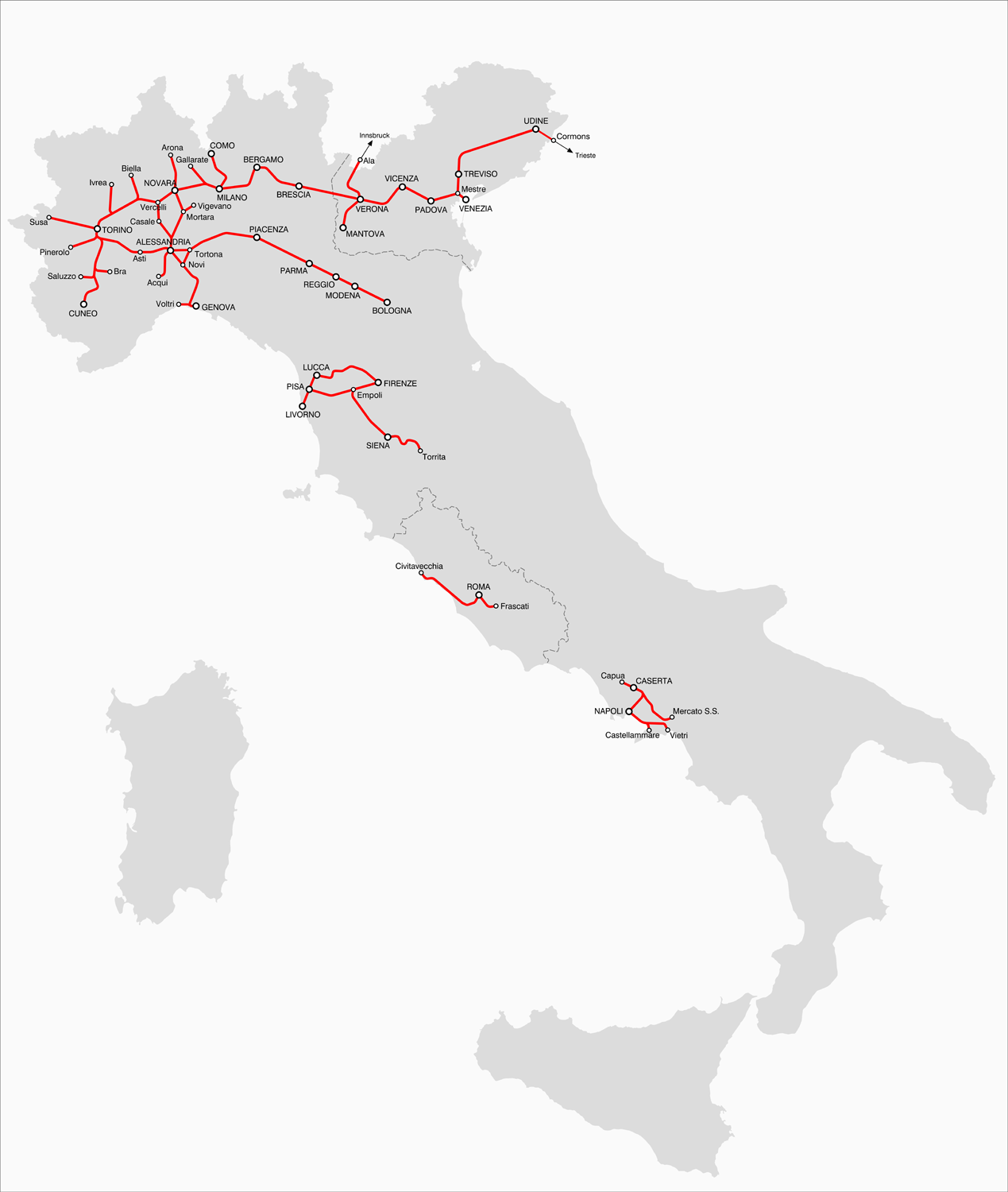
La rete ferroviaria degli Stati italiani al momento della proclamazione del Regno d'Italia (17 marzo 1861).

- La rete ferroviaria degli Stati italiani al momento della proclamazione del Regno d'Italia (17 marzo 1861).1º gennaio: abolizione del battaglione dei tiratori pontifici e creazione del battaglione degli zuavi pontifici[3].
- 27 gennaio e 3 febbraio: prime elezioni politiche del Regno d'Italia, che verrà proclamato ufficialmente il 17 marzo.

- 13 febbraio: assedio di Gaeta[4].
- 18 febbraio: si apre a Torino l'VIII legislatura del Regno d'Italia[5]

- 14 marzo: Vittorio Emanuele II, re di Piemonte-Sardegna, viene proclamato "Re d'Italia per grazia di Dio e la volontà della Nazione" dal parlamento italiano a Torino[5].
- 17 marzo: governo Cavour IV[6]. Il regno d'Italia è ufficialmente costituito.
- 27 marzo: Cavour fa adottare un ordine del giorno che formula il desiderio che Roma diventi capitale d'Italia[7].

- 6 giugno: morte di Cavour; Bettino Ricasoli diventa presidente del Consiglio in Italia[8].

- 1º settembre: vengono inaugurate le tratte Bologna-Faenza 	e Faenza-Forlì della ferrovia Bologna-Ancona.

- 31 dicembre: si svolge il primo censimento della popolazione del nuovo regno; la popolazione delle 59 provincie sfiora i 22 milioni di persone[9]

## Cultura

### Musica
- 19 gennaio: al Teatro della Concordia di Cremona viene rappresentata per la prima volta La Savoiarda di Amilcare Ponchielli, su libretto di Francesco Guidi.

### Editoria
- esce,  a cura di Pasquale Tola il X volume del Codex diplomaticus Sardiniae,
- 1º luglio: a Roma esce il primo numero de L'Osservatore Romano.

## Morti nel 1861
- 14 gennaio: Maria Carolina di Borbone-Due sicilie, 40 anni, principessa della Casa di Borbone-Due-Sicilie e infanta di Spagna.
- 6 giugno: Camillo Benso, conte di Cavour, 50 anni, uomo di Stato piemontese, attore dell'unità italiana, considerato, con Giuseppe Garibaldi, Vittorio Emanuele II e Giuseppe Mazzini, come uno dei “padri della patria” italiana.
- 19 agosto: Vincenzo Santucci, 65 anni, cardinale di papa Pio IX, che fu segretario della Congregazione straordinaria degli affari ecclesiastici e sostituto della segreteria di Stato.
- 22 settembre: Giuseppe Bardari (it), 44 anni, magistrato e scrittore italiano, noto soprattutto per aver scritto il libretto dell'opera di Donizetti Maria Stuarda creata nel 1834.

## Calendario
| Calendario 1861 | Calendario 1861 | Calendario 1861 | Calendario 1861 | Calendario 1861 | Calendario 1861 | Calendario 1861 | Calendario 1861 | Calendario 1861 | Calendario 1861 | Calendario 1861 | Calendario 1861 | Calendario 1861 | Calendario 1861 | Calendario 1861 | Calendario 1861 | Calendario 1861 | Calendario 1861 | Calendario 1861 | Calendario 1861 | Calendario 1861 | Calendario 1861 | Calendario 1861 | Calendario 1861 | Calendario 1861 | Calendario 1861 | Calendario 1861 | Calendario 1861 | Calendario 1861 | Calendario 1861 | Calendario 1861 | Calendario 1861 | Calendario 1861 |
| --------------- | --------------- | --------------- | --------------- | --------------- | --------------- | --------------- | --------------- | --------------- | --------------- | --------------- | --------------- | --------------- | --------------- | --------------- | --------------- | --------------- | --------------- | --------------- | --------------- | --------------- | --------------- | --------------- | --------------- | --------------- | --------------- | --------------- | --------------- | --------------- | --------------- | --------------- | --------------- | --------------- |
|                 | 1               | 2               | 3               | 4               | 5               | 6               | 7               | 8               | 9               | 10              | 11              | 12              | 13              | 14              | 15              | 16              | 17              | 18              | 19              | 20              | 21              | 22              | 23              | 24              | 25              | 26              | 27              | 28              | 29              | 30              | 31              |                 |
| Gennaio         | Ma              | Me              | Gi              | Ve              | Sa              | Do              | Lu              | Ma              | Me              | Gi              | Ve              | Sa              | Do              | Lu              | Ma              | Me              | Gi              | Ve              | Sa              | Do              | Lu              | Ma              | Me              | Gi              | Ve              | Sa              | Do              | Lu              | Ma              | Me              | Gi              |                 |
| Febbraio        | Ve              | Sa              | Do              | Lu              | Ma              | Me              | Gi              | Ve              | Sa              | Do              | Lu              | Ma              | Me              | Gi              | Ve              | Sa              | Do              | Lu              | Ma              | Me              | Gi              | Ve              | Sa              | Do              | Lu              | Ma              | Me              | Gi              |                 |                 |                 |                 |
| Marzo           | Ve              | Sa              | Do              | Lu              | Ma              | Me              | Gi              | Ve              | Sa              | Do              | Lu              | Ma              | Me              | Gi              | Ve              | Sa              | Do              | Lu              | Ma              | Me              | Gi              | Ve              | Sa              | Do              | Lu              | Ma              | Me              | Gi              | Ve              | Sa              | Do              |                 |
| Aprile          | Lu              | Ma              | Me              | Gi              | Ve              | Sa              | Do              | Lu              | Ma              | Me              | Gi              | Ve              | Sa              | Do              | Lu              | Ma              | Me              | Gi              | Ve              | Sa              | Do              | Lu              | Ma              | Me              | Gi              | Ve              | Sa              | Do              | Lu              | Ma              |                 |                 |
| Maggio          | Me              | Gi              | Ve              | Sa              | Do              | Lu              | Ma              | Me              | Gi              | Ve              | Sa              | Do              | Lu              | Ma              | Me              | Gi              | Ve              | Sa              | Do              | Lu              | Ma              | Me              | Gi              | Ve              | Sa              | Do              | Lu              | Ma              | Me              | Gi              | Ve              |                 |
| Giugno          | Sa              | Do              | Lu              | Ma              | Me              | Gi              | Ve              | Sa              | Do              | Lu              | Ma              | Me              | Gi              | Ve              | Sa              | Do              | Lu              | Ma              | Me              | Gi              | Ve              | Sa              | Do              | Lu              | Ma              | Me              | Gi              | Ve              | Sa              | Do              |                 |                 |
| Luglio          | Lu              | Ma              | Me              | Gi              | Ve              | Sa              | Do              | Lu              | Ma              | Me              | Gi              | Ve              | Sa              | Do              | Lu              | Ma              | Me              | Gi              | Ve              | Sa              | Do              | Lu              | Ma              | Me              | Gi              | Ve              | Sa              | Do              | Lu              | Ma              | Me              |                 |
| Agosto          | Gi              | Ve              | Sa              | Do              | Lu              | Ma              | Me              | Gi              | Ve              | Sa              | Do              | Lu              | Ma              | Me              | Gi              | Ve              | Sa              | Do              | Lu              | Ma              | Me              | Gi              | Ve              | Sa              | Do              | Lu              | Ma              | Me              | Gi              | Ve              | Sa              |                 |
| Settembre       | Do              | Lu              | Ma              | Me              | Gi              | Ve              | Sa              | Do              | Lu              | Ma              | Me              | Gi              | Ve              | Sa              | Do              | Lu              | Ma              | Me              | Gi              | Ve              | Sa              | Do              | Lu              | Ma              | Me              | Gi              | Ve              | Sa              | Do              | Lu              |                 |                 |
| Ottobre         | Ma              | Me              | Gi              | Ve              | Sa              | Do              | Lu              | Ma              | Me              | Gi              | Ve              | Sa              | Do              | Lu              | Ma              | Me              | Gi              | Ve              | Sa              | Do              | Lu              | Ma              | Me              | Gi              | Ve              | Sa              | Do              | Lu              | Ma              | Me              | Gi              |                 |
| Novembre        | Ve              | Sa              | Do              | Lu              | Ma              | Me              | Gi              | Ve              | Sa              | Do              | Lu              | Ma              | Me              | Gi              | Ve              | Sa              | Do              | Lu              | Ma              | Me              | Gi              | Ve              | Sa              | Do              | Lu              | Ma              | Me              | Gi              | Ve              | Sa              |                 |                 |
| Dicembre        | Do              | Lu              | Ma              | Me              | Gi              | Ve              | Sa              | Do              | Lu              | Ma              | Me              | Gi              | Ve              | Sa              | Do              | Lu              | Ma              | Me              | Gi              | Ve              | Sa              | Do              | Lu              | Ma              | Me              | Gi              | Ve              | Sa              | Do              | Lu              | Ma              |                 |